# Aleido
Aleido är ett globalt konsultbolag inom teknisk dokumentation och utbildningslösningar. Det startade som en del av Semcon och knoppades av till ett eget bolag i oktober 2023. Aleido har huvudkontor på Lindholmen i Göteborg och ägs av det svenska investmentbolaget Ratos.
Aleido har cirka 850 anställda. VD är sedan 17 september 2024 Anna-Karin Flöjt.

## Historia
Semcon grundades 1980 med konsultverksamhet och produktutveckling. Företaget började 1986 erbjuda teknisk dokumentation och 1999 skapades ett separat affärsområde inom bolaget kallat Semcon Product Information (PI). 2003 började Semcon PI erbjuda utbildningslösningar, något som utökades markant med uppköpet av Xtractor 2020.
2021 påbörjades en uppdelning av Semcon där Semcon PI skulle avknoppas i ett eget företag. Processen försenades av att Semcon köptes upp av Ratos, men slutfördes i oktober 2023 då Aleido bildades.